# Angkor Beer
Angkor Beer is een Cambodjaanse biermerk. Het bier wordt gebrouwen in Brouwerij Cambrew te Sihanoukville. Het is een blonde lager met een alcoholpercentage van 5%. Dit bier is het populairste biermerk van het land en wordt ook geëxporteerd naar Europa, Japan, Maleisië, Australië en de Verenigde Staten. Het bier is genoemd naar het tempelcomplex Angkor Wat, waarvan de afbeelding op het etiket prijkt.